# Allgäu

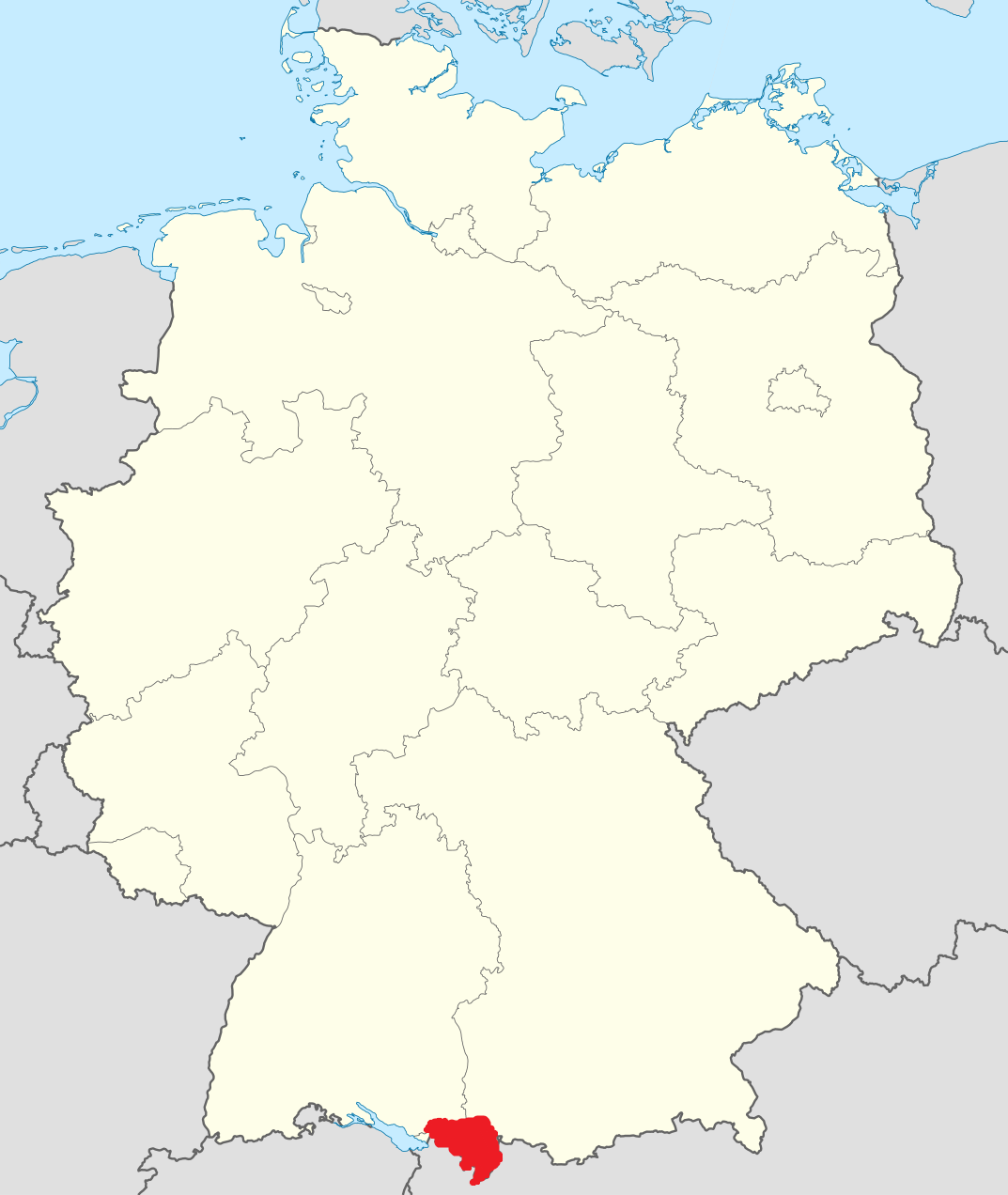
Allgäus läge i Tyskland

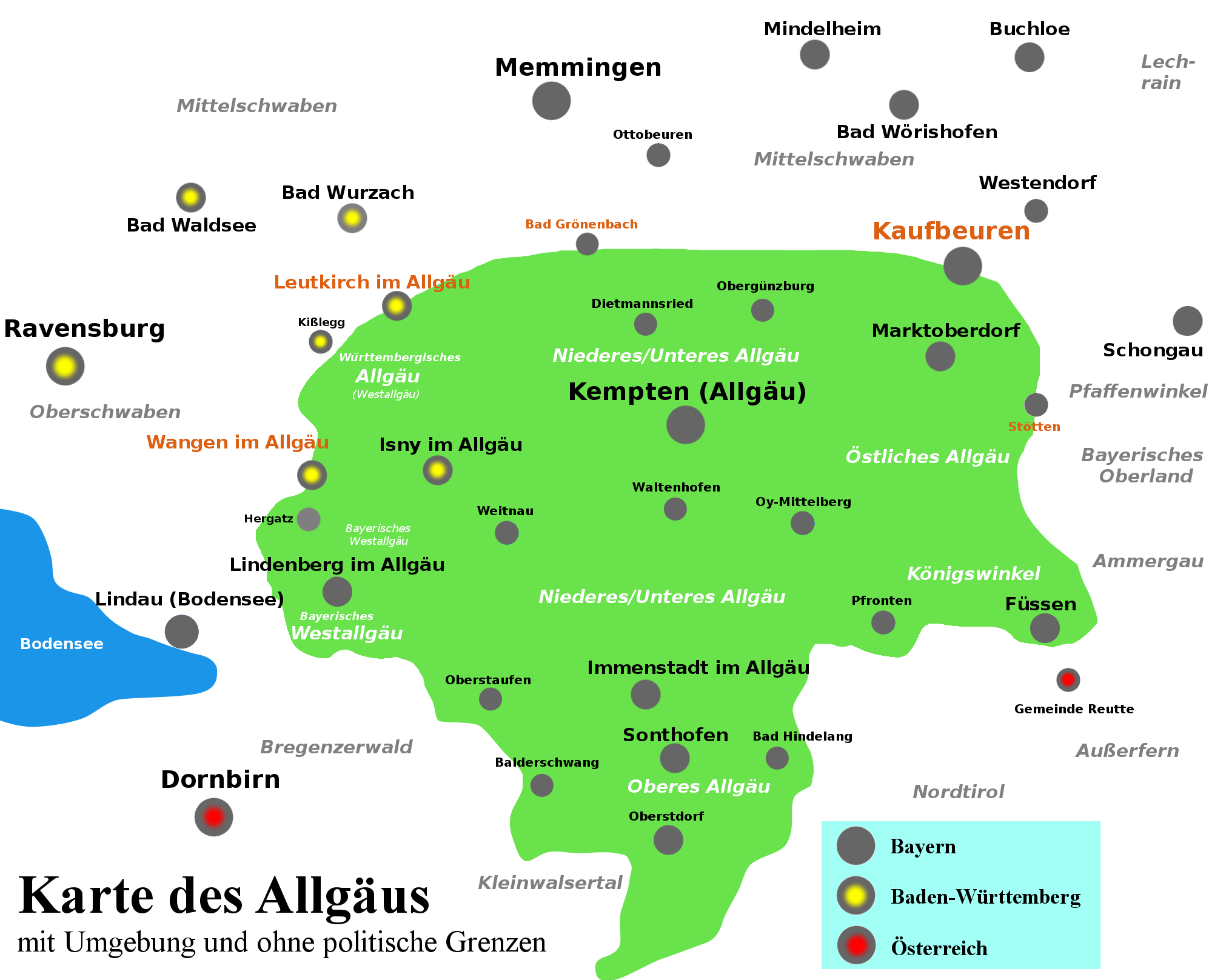
Allgäu

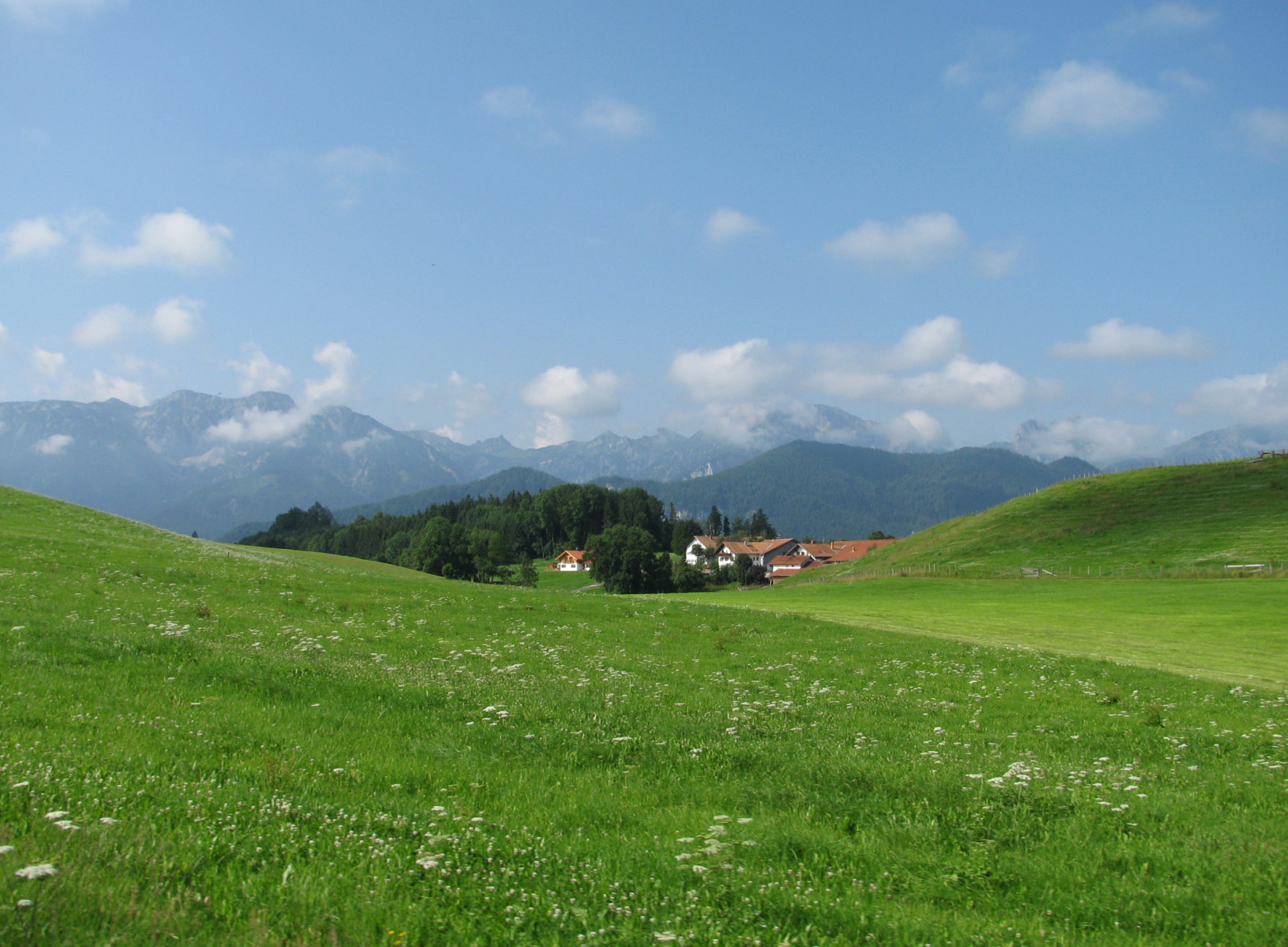
Föralpint landskap i Allgäu

Allgäu [-gåj] är ett område i sydligaste Tyskland (delstaterna Bayern och Baden-Württemberg) och i Österrike. Området hade i december 2016 en befolkning på cirka 790 000 varav cirka 660 000 levde i Bayern.
Allgäu är till största delen beläget i Tyskland (regionen Schwaben). En liten del ligger dock i Österrike. 
Det finns ingen exakt gräns för Allgäu. Tanken har förändrats under historiens gång. På 1500-talet var Allgäu mycket större.

## Områden
Allgäu delas in i följande områden:
- Oberallgäu
- Unterallgäu
- Ostallgäu
- Westallgäu

## Orter i Allgäu
| - Altusried - Bad Hindelang - Buchenberg - Blaichach - Dietmannsried - Durach - Eisenberg - Fischen im Allgäu - Füssen - Haldenwang - Immenstadt im Allgäu - Isny im Allgäu - Kaufbeuren - Kempten (Allgäu) - Kißlegg - Leutkirch im Allgäu | - Lindenberg im Allgäu - Marktoberdorf - Nesselwang - Obergünzburg - Oberstaufen - Oberstdorf - Pfronten - Rückholz - Seeg - Sonthofen - Waltenhofen - Wangen im Allgäu - Weiler-Simmerberg - Weitnau - Wiggensbach - Wildpoldsried |

## Allgäualperna
Allgäualperna (Allgäuer Alpen) är en bergskedja på gränsen mellan Tyskland och Österrike. Det mesta ligger i Österrike.

## Sevärdheter
I Allgäu finns många kulturella och konsthistoriska sevärdheter. Slotten Neuschwanstein och Hohenschwangau är kända över hela världen. Medeltida städer som Isny, Füssen, Kaufbeuren och Kempten är värda att se. Det finns också många platser från den romartiden: Den romerska vägen Via Claudia Augusta, utgrävda herrgårdar (Villae Rusticae) samt kvarlevor av bosättningar (t.ex. Tegelberg).

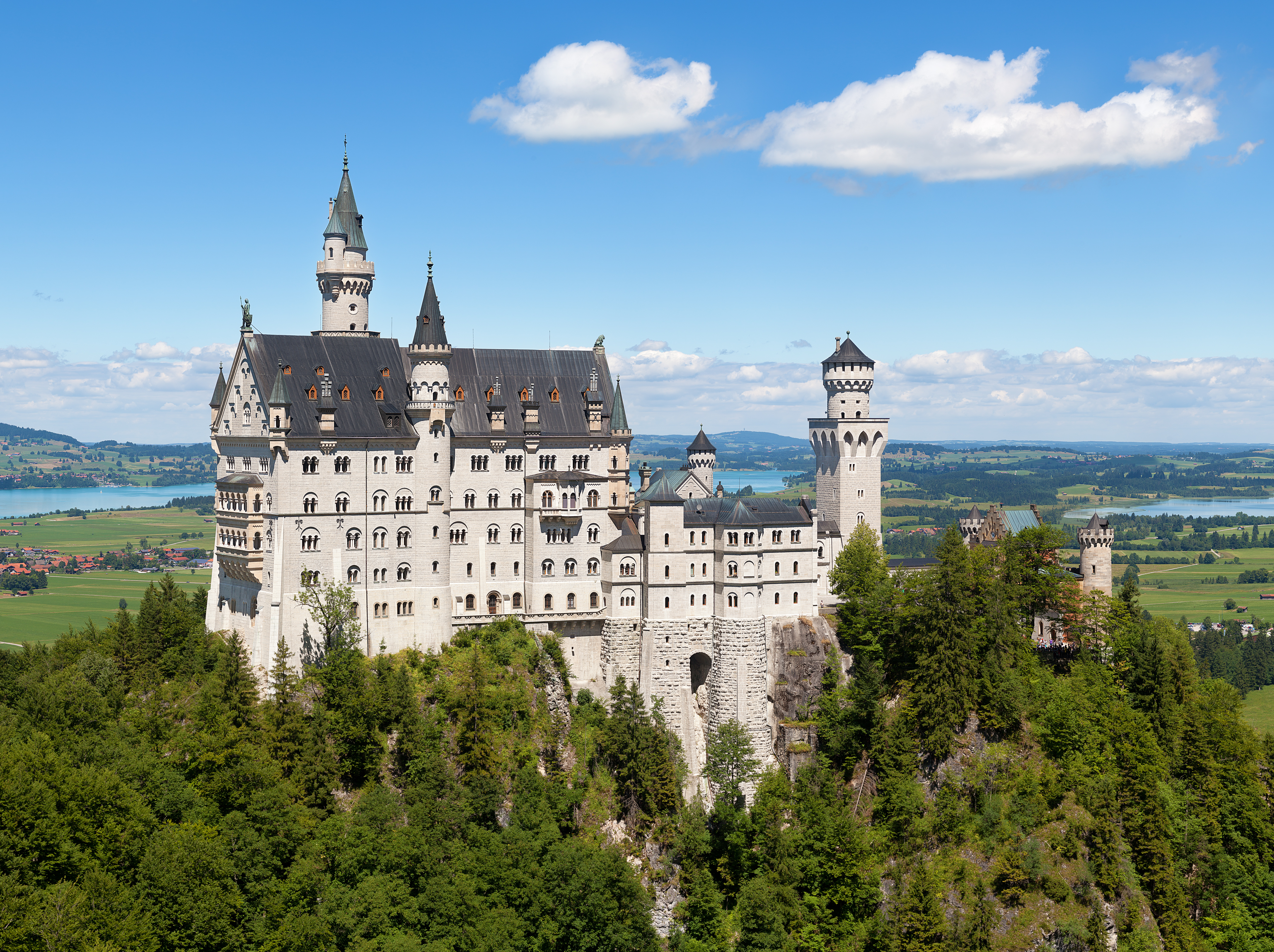
Slottet Neuschwanstein
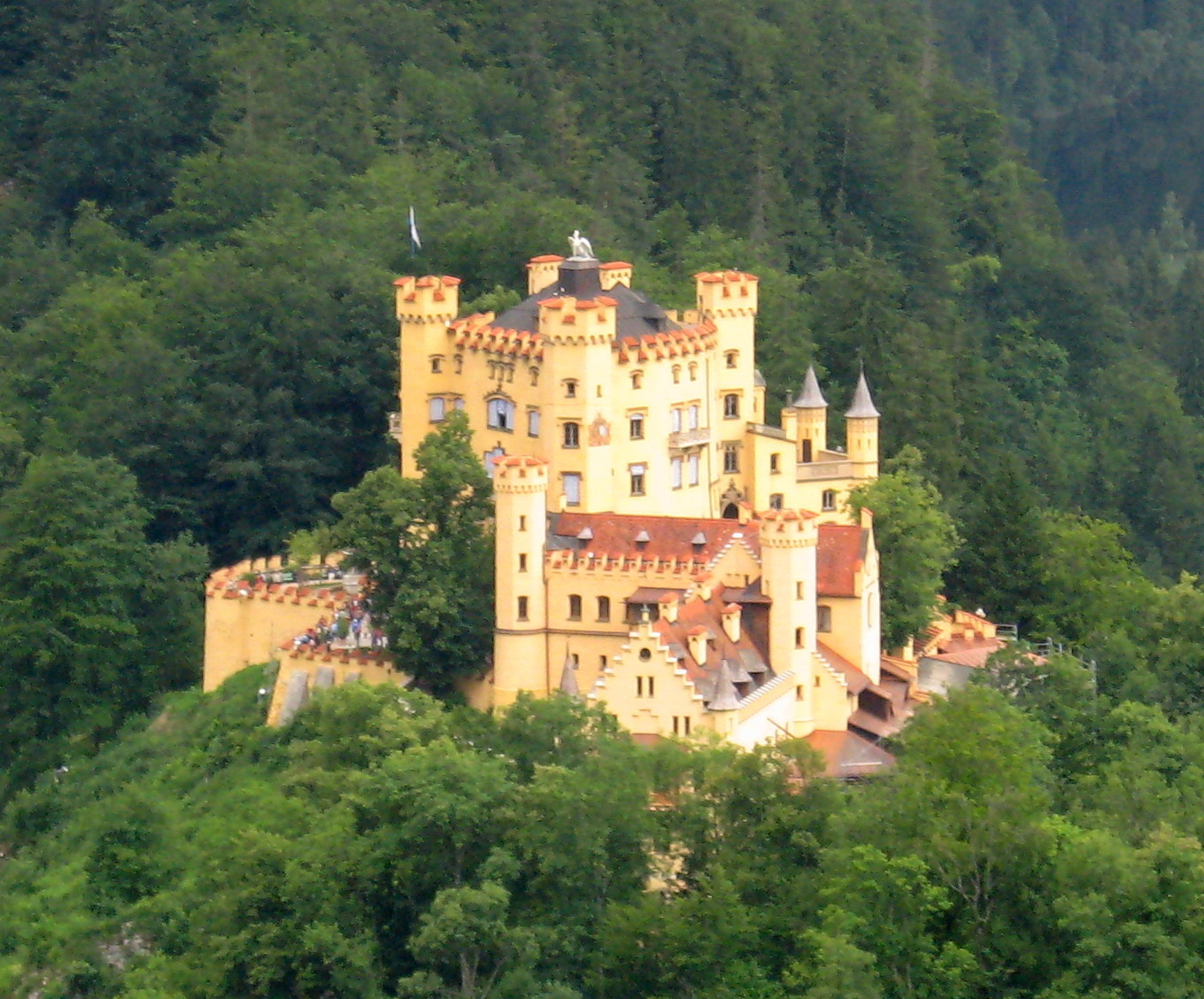
Slottet Hohenschwangau
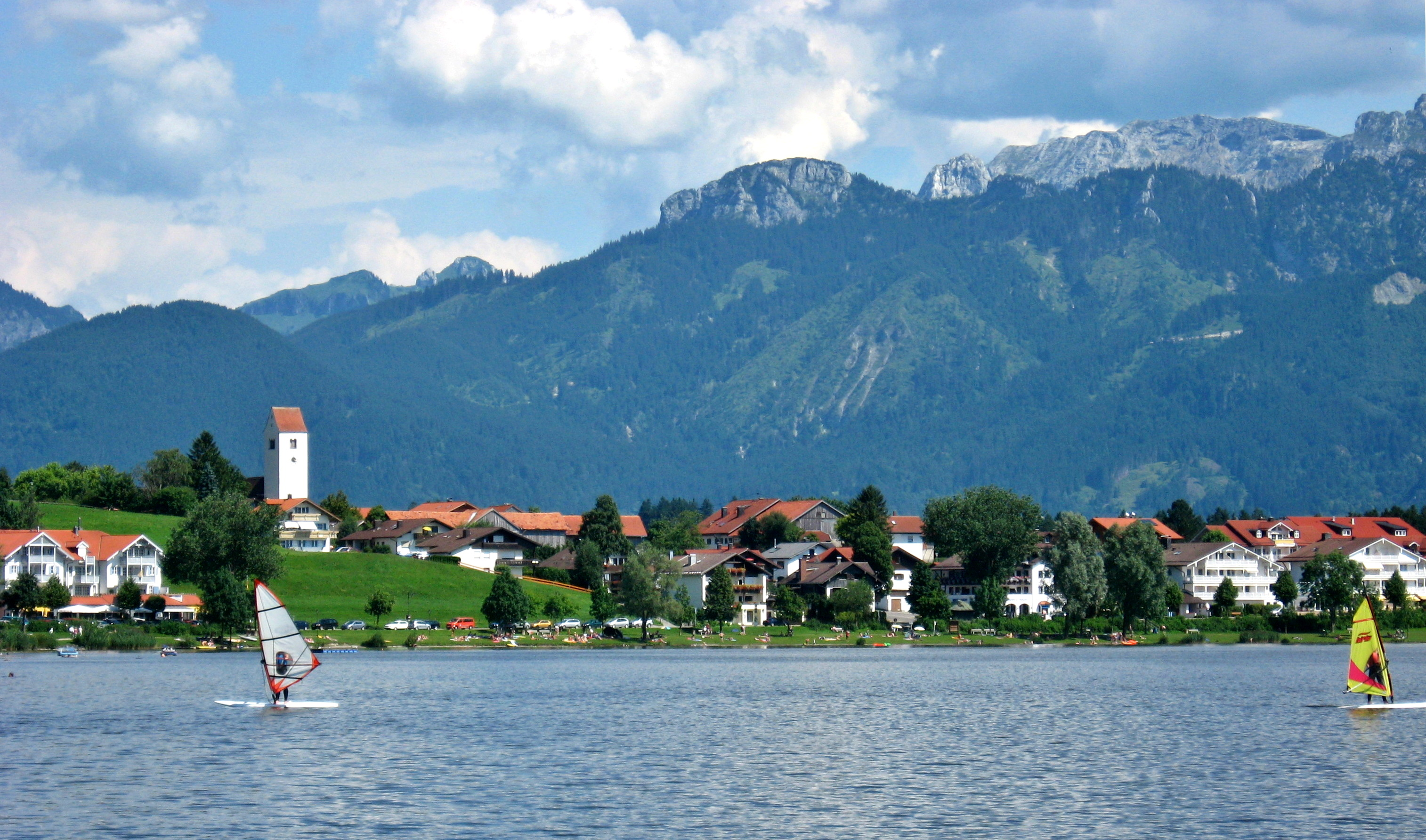
Hopfen am See
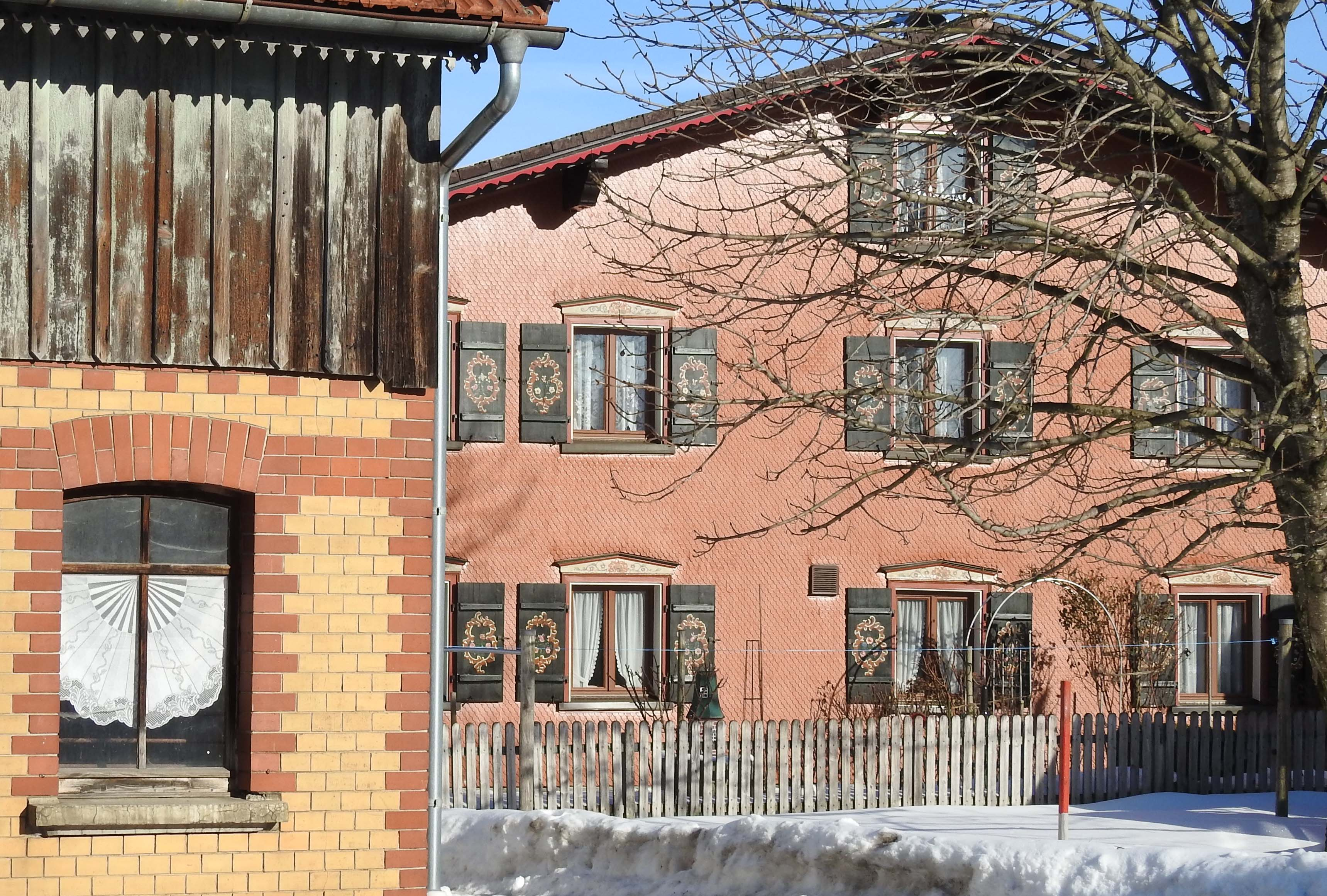
Bondgård i Christazhofen
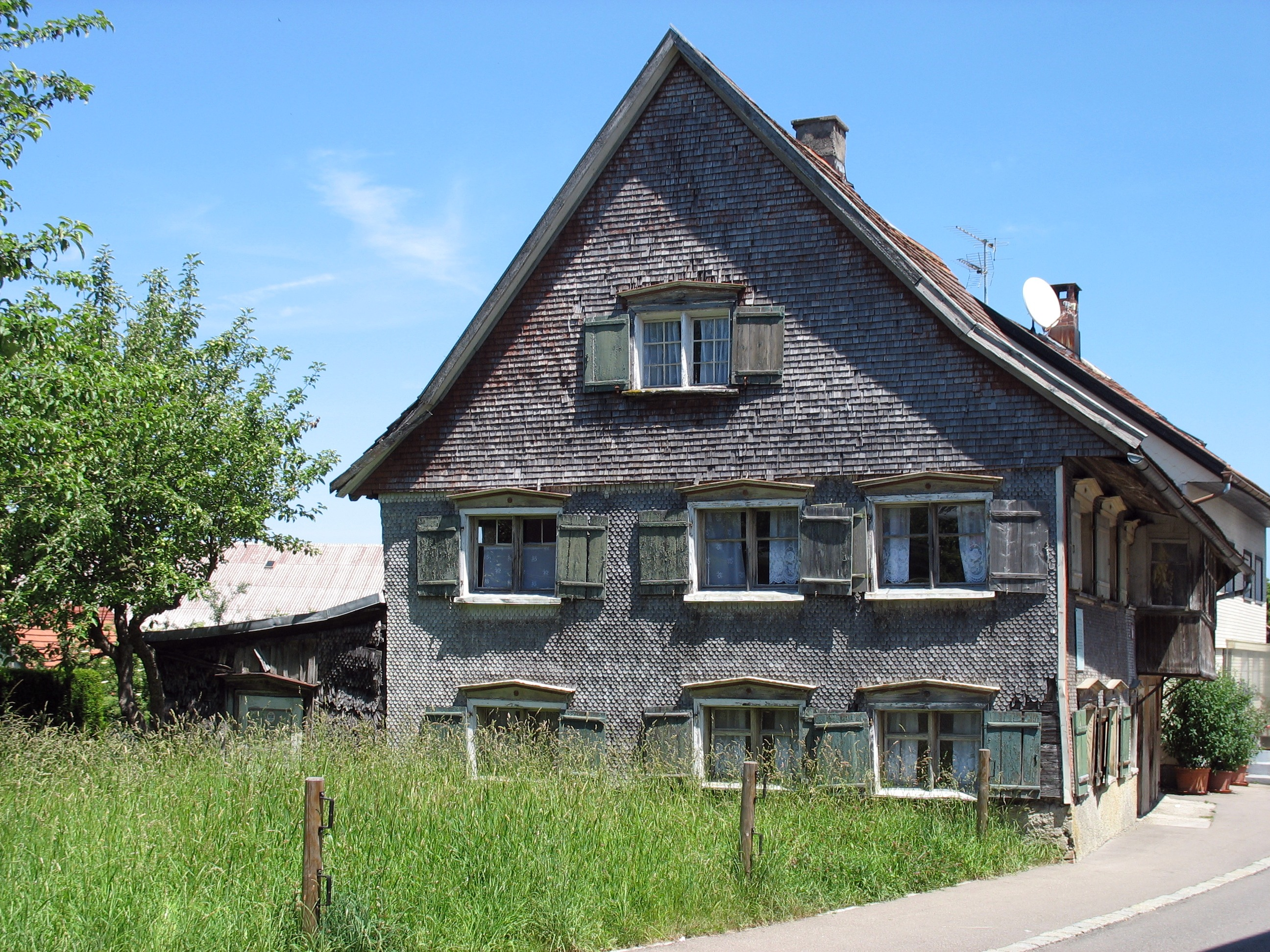
Det äldsta huset i Lindenberg

## Specialiteter
Traditionellt Allgäu-kök är ett bondgårdens kök med enkla ingredienser. Dessa är främst ägg, mjöl, mjölk, fett och surkål och vad som växer i grönsakslandet.

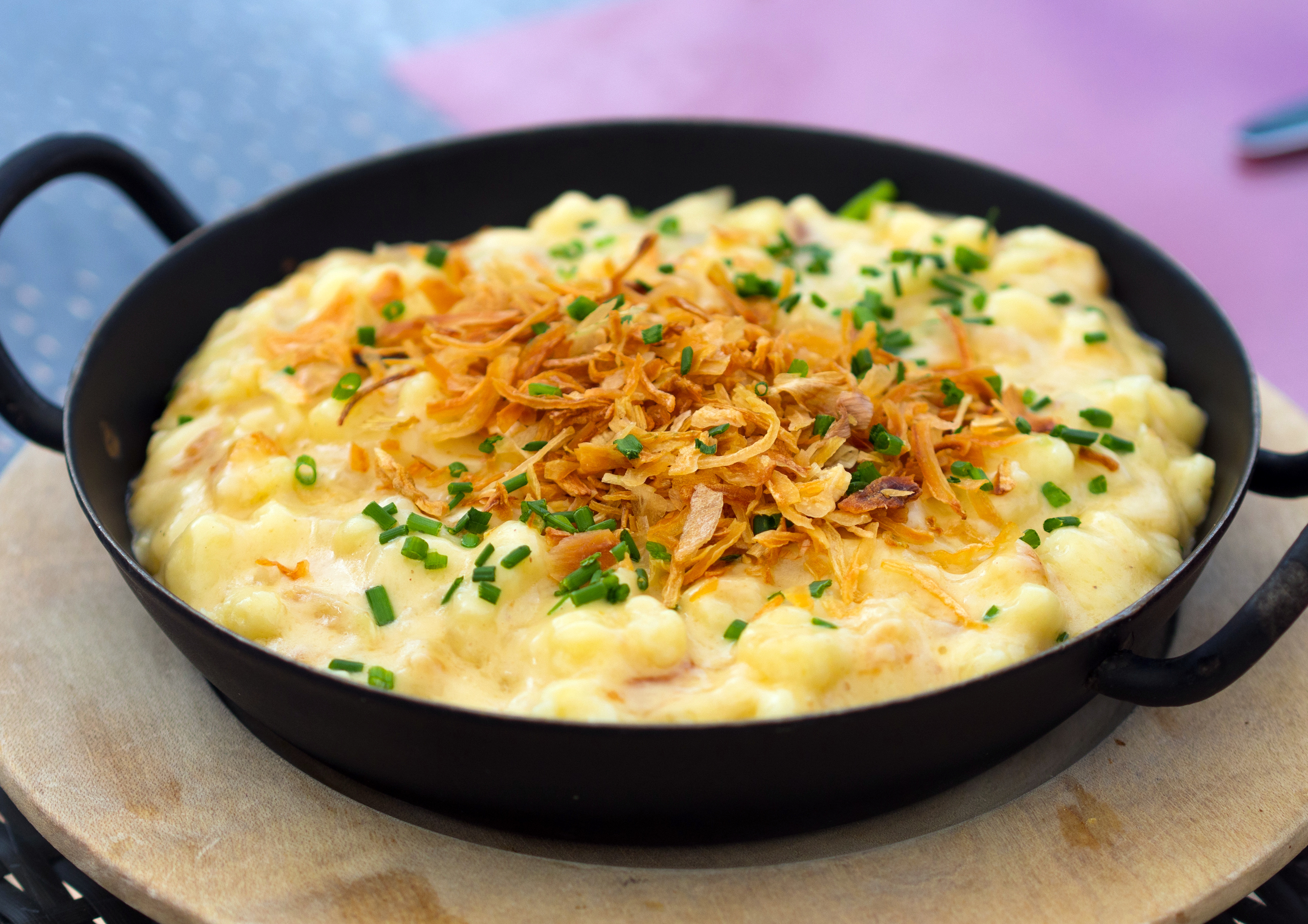
Käsespätzle med rostad lök
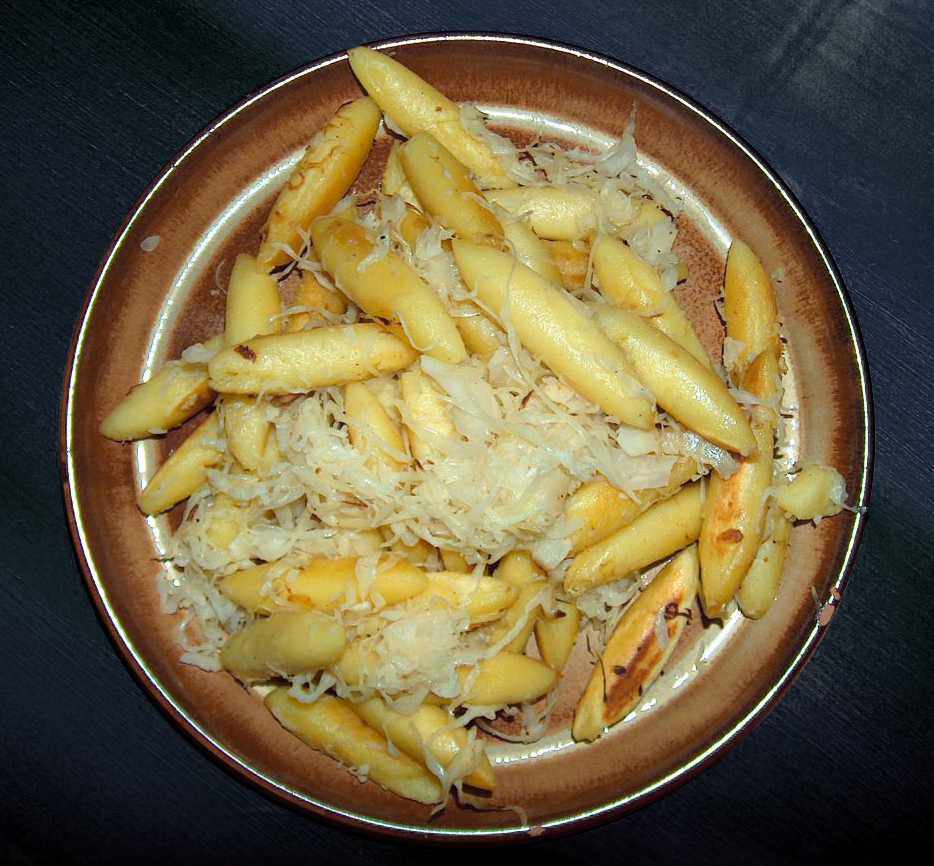
Schupfnudel med surkål
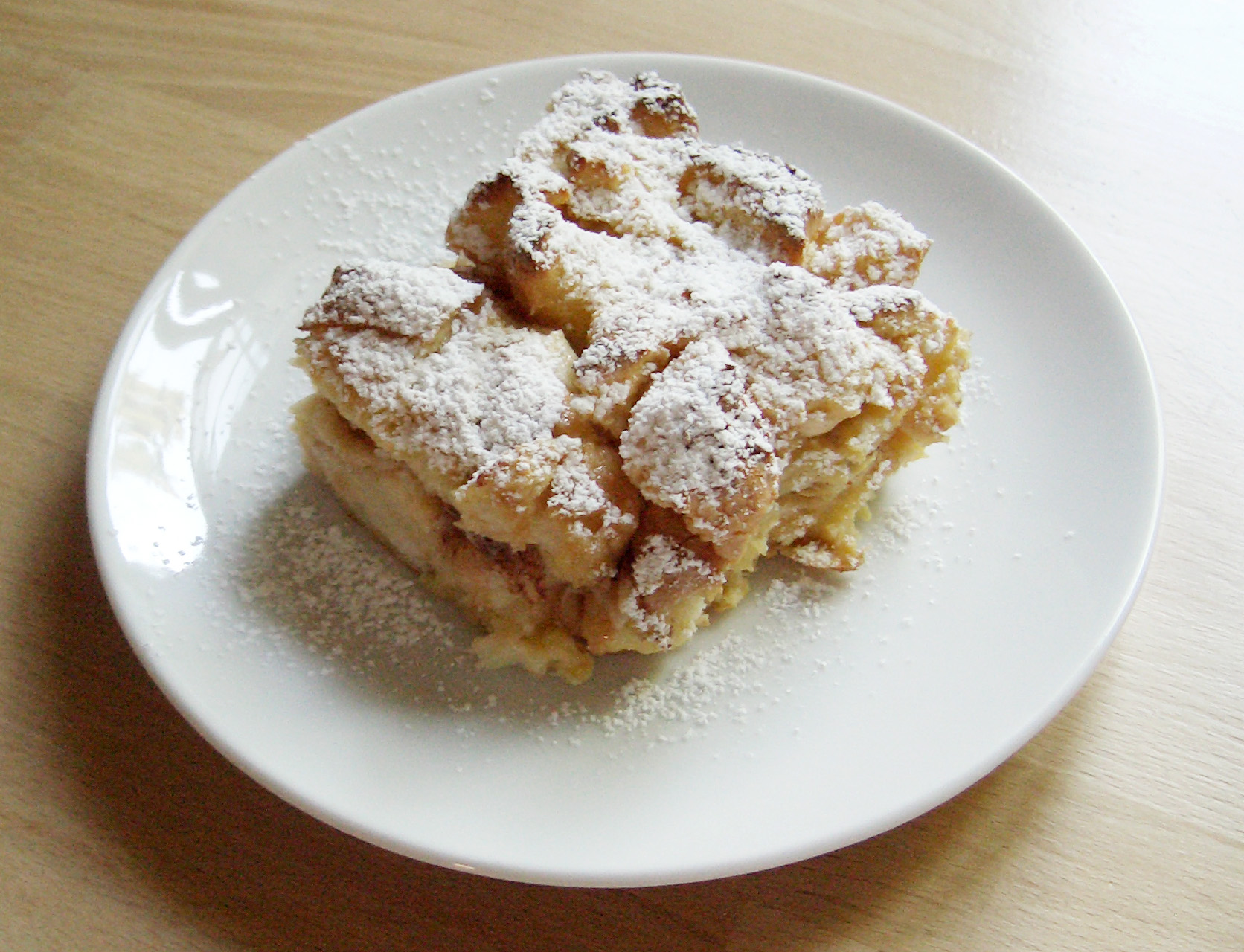
Ofenschlupfer
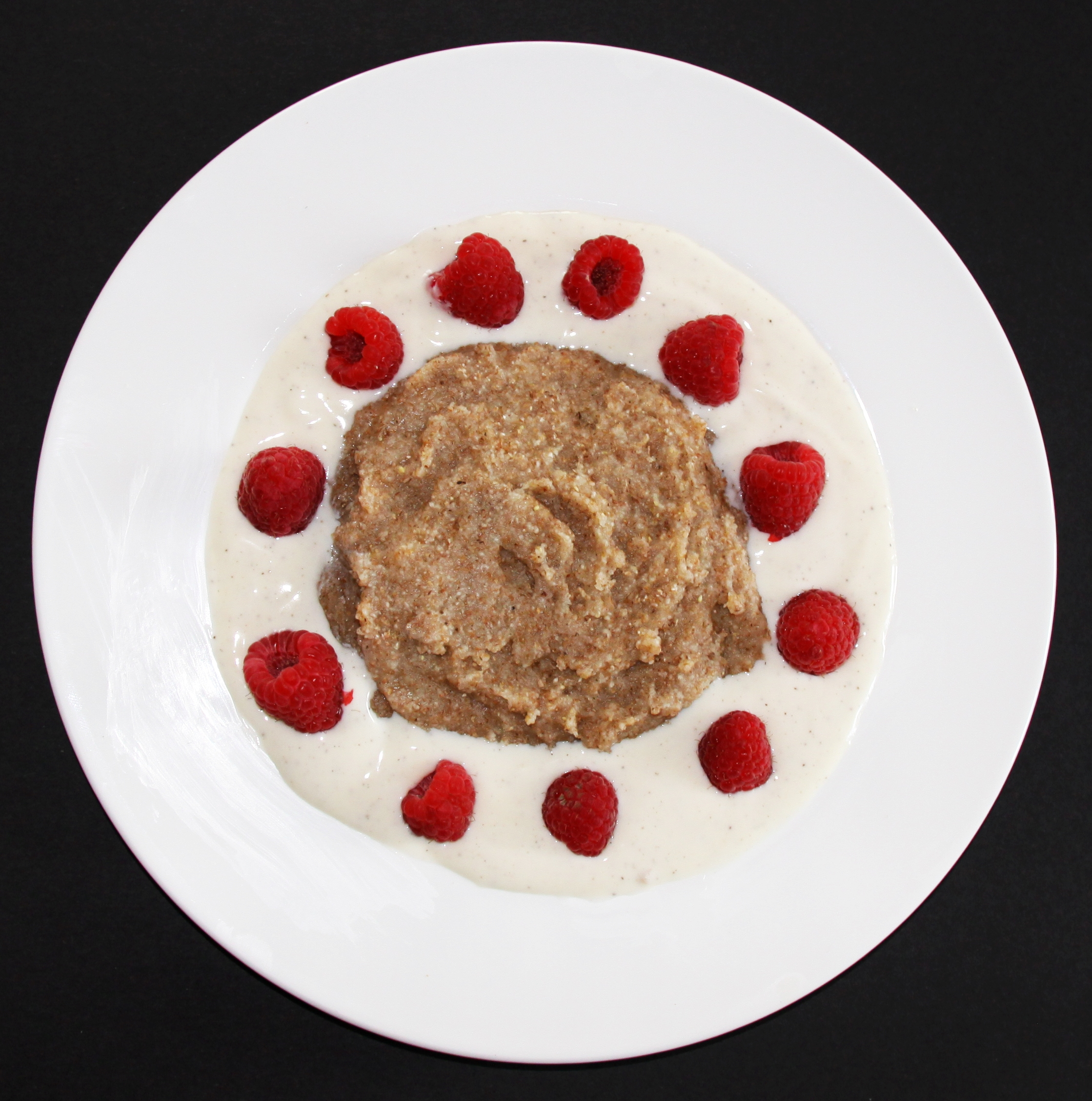
Brenntar

## Kända personer som bott i Allgäu

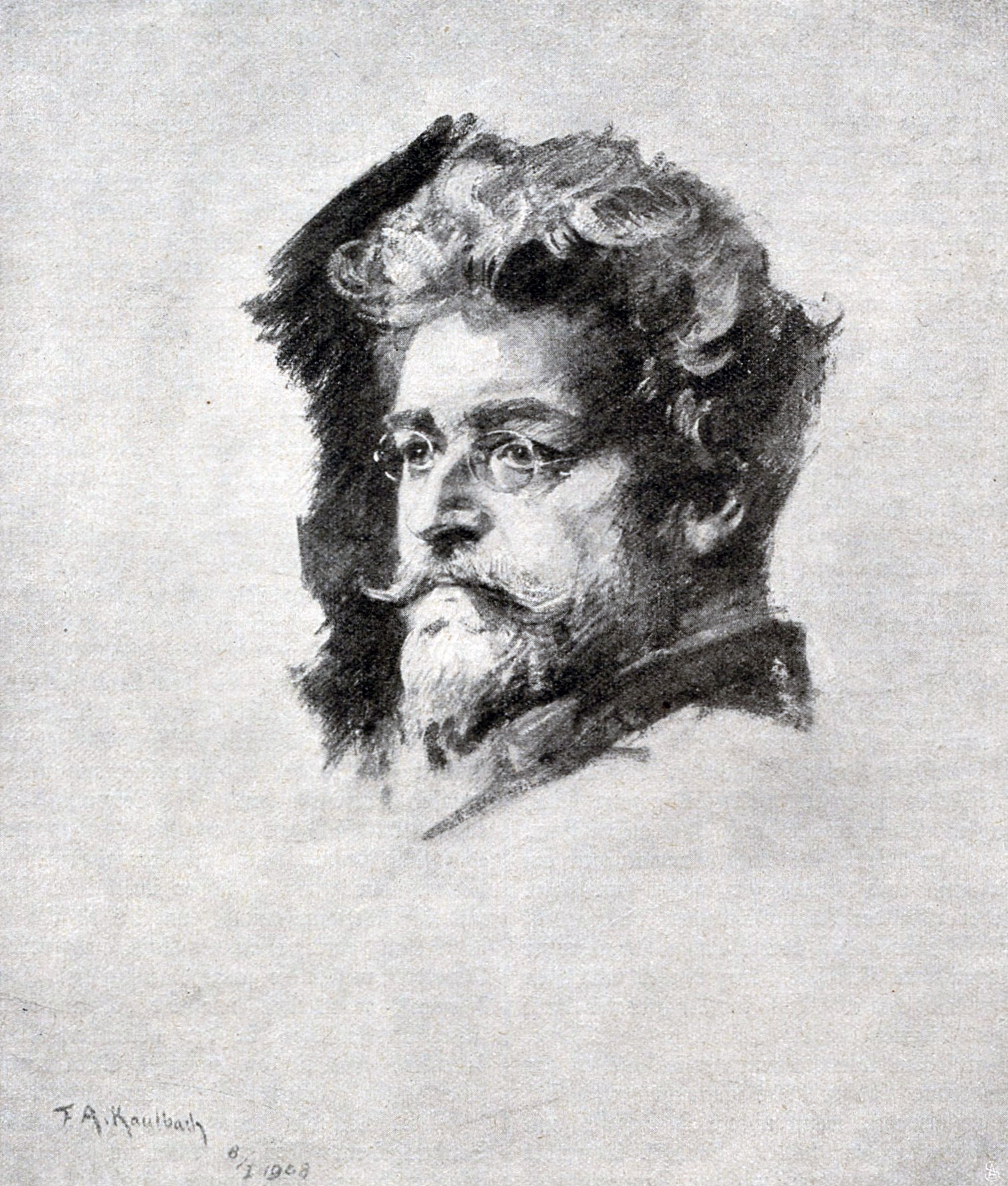
Ludwig Ganghofer

- Ludwig Aurbacher (1784-1847), författare
- Michael Bredl (1916-1999]), folkmusiker – musiklärare och spelman
- Hans Magnus Enzensberger (1929-), författare, översättare och redaktör
- Ludwig Ganghofer (1855-1920), författare
- Alfred Weitnauer (1905-1974), författare, hembygdsvän och historiker
- Carl Hirnbein  (1807–1871), politiker och jordbruksreformator
- Peter Dörfler (1878-1955), katolsk präst och författare
- Otto Forster (1881-1930), målare
- Ernst Walter Mayr (1904-2005), biolog (modern evolutionär syntes)
- Klaus Nomi (1944-1983), kontratenor
- Karl-Heinz Riedle (1965-), fotbollsspelare
- Maximilian Mechler (1984-), backhoppare